# 180. меридијан
Стоосамдесети меридијан је линија географске дужине тачно насупрот Гриничког меридијана. Овај меридијан служи као западна граница западне полулопте и источна граница источне полулопте. Служи као основа за Међународну датумску границу јер углавном пролази кроз отворене воде Тихог океана. Међутим, ипак пролази кроз следеће земље:
- Русија
- Сједињене Америчке Државе
- Кирибати
- Тувалу
- Фиџи
- Нови Зеланд
- Антарктик